# Karl Rudolph Powalky
Karl Rudolph Powalky, född 19 juni 1817 i Neudietendorf, Thüringen, död 11 juli 1881 i Washington, D.C., var en tysk astronom. 
Powalky var 1842–1848 anställd vid observatoriet i Hamburg, var 1850–1856 Peter Andreas Hansens medarbetare vid beräkningen av hans sol- och måntabeller, var sedermera anställd vid räkneinstitutet för utgivande av "Berliner Jahrbuch" i Berlin samt slutligen medarbetare vid Nautical Almanac Office i Washington. Han publicerade i facktidskrifterna en mängd astronomiska observationer och beräkningar.